# TCF4
Fator de transcrição 4 (TCF-4) também conhecido como fator de transcrição de imunoglobulina 2 (ITF-2) é uma proteína que em humanos é codificada pelo gene TCF4 localizado no cromossomo 18q21.2.

## Funções
As proteínas TCF4 atuam como fatores de transcrição que se ligam ao motivo mu-E5 / kappa-E2, que aumenta a imunoglobulina. TCF4 ativa a transcrição ligando-se à sequência E-box (5’-CANNTG-3 ’) encontrada geralmente no elemento iniciador do SSTR2-INR ou receptor 2 da somatostatina. Posteriormente, ele será encontrado na tireóide, no timo e nos rins, enquanto na idade adulta o TCF4 é encontrado nos linfócitos, músculos e sistema gastrointestinal.

## Importância clínica
Mutações no TCF4 causam a síndrome de Pitt-Hopkins (PTHS). Essas mutações fazem com que as proteínas TCF4 não se liguem ao DNA adequadamente e controlem a diferenciação do sistema nervoso. Na maioria dos casos estudados, as mutações foram de novo, o que significa que foi uma nova mutação não encontrada em outros membros da família do paciente. Os sintomas comuns da síndrome de Pitt-Hopkins incluem boca larga, problemas gastrointestinais, atraso no desenvolvimento de habilidades motoras finas, problemas de fala e respiração, epilepsia e outros defeitos cerebrais.

Um estudo identificou o gene TCF4 como um regulador principal da esquizofrenia.